# Emtinghausen
Emtinghausen is een gemeente in de Duitse deelstaat Nedersaksen. De gemeente maakt deel uit van de Samtgemeinde Thedinghausen in het Landkreis Verden. Emtinghausen telt 1.480 inwoners.
Blijkens een door de Duitse Wikipedia geraadpleegde statistiek van de deelstaat Nedersaksen bedraagt het aantal inwoners van de gemeente 1.480 per 31 december 2020.
Tot Emtinghausen behoort ook het dorpje Bahlum. Het riviertje de Eiter vormt de oostgrens van de gemeente.

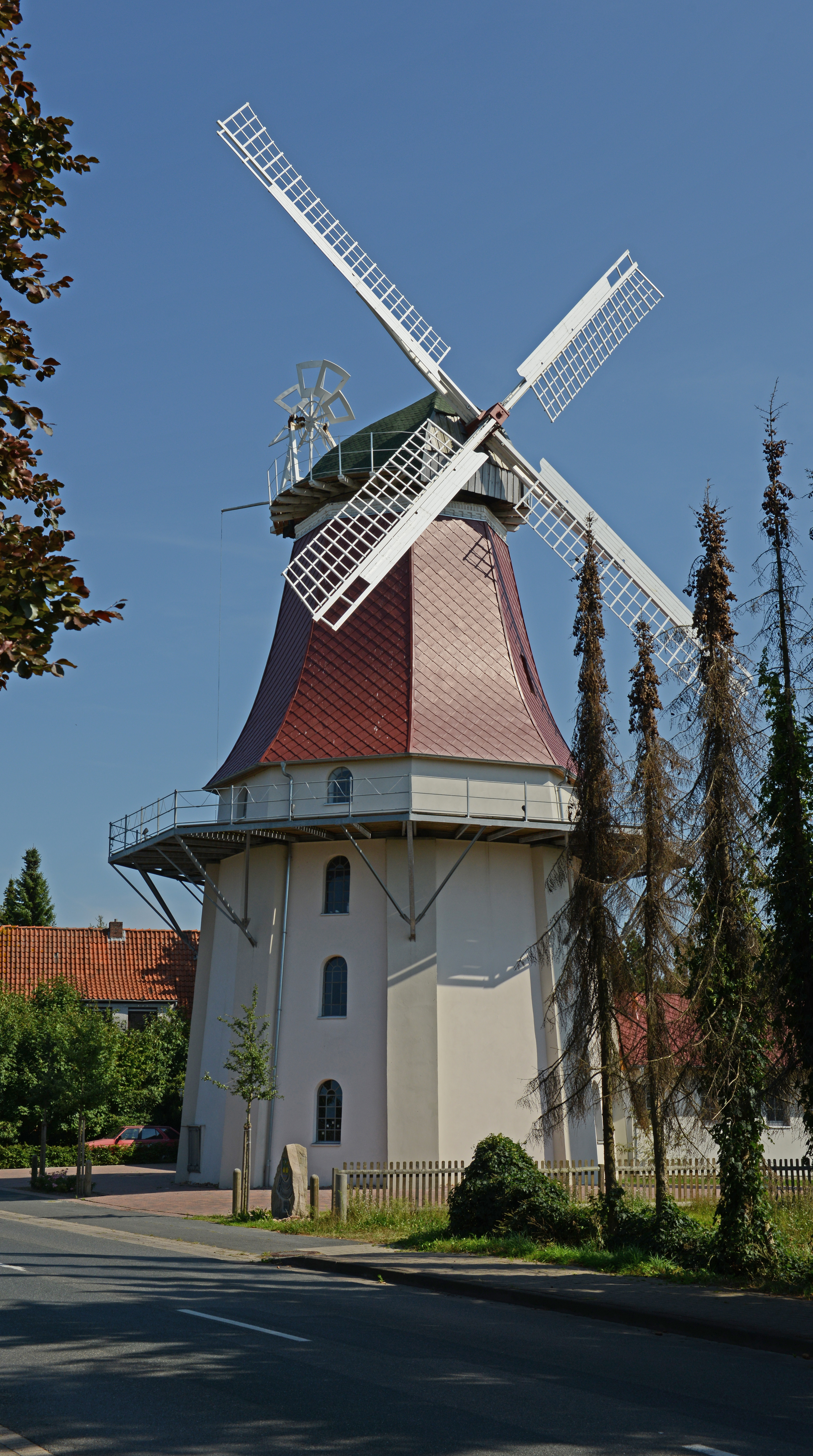
Molen van Emtinghausen (1873)

Voor meer informatie zie: Samtgemeinde Thedinghausen.
- Gemeinsame Normdatei: 5282785-9
- Virtual International Authority File: 147454892
- WorldCat: E39PBJvMywDbfWjmfgMdhv46rq

Achim · 
Blender · 
Dörverden · 
Emtinghausen · 
Kirchlinteln · 
Langwedel · 
Ottersberg · 
Oyten · 
Riede · 
Thedinghausen · 
Verden